# Zolder
Zolder egy versenypálya Belgiumban, 60 km-re északkeletre Brüsszeltől, Heusden-Zolderben. 1973-ban, 1975-től 1982-ig és 1984-ben itt rendezték a  Formula–1 belga nagydíját. 1982-ben Gilles Villeneuve az időmérő edzésen halálos balesetet szenvedett.

## Formula–1-es győztesek listája
| Év   | Versenyző        | Csapat        | Riport |
| ---- | ---------------- | ------------- | ------ |
| 1984 | Michele Alboreto | Ferrari       | Riport |
| 1982 | John Watson      | McLaren-Ford  | Riport |
| 1981 | Carlos Reutemann | Williams-Ford | Riport |
| 1980 | Didier Pironi    | Ligier-Ford   | Riport |
| 1979 | Jody Scheckter   | Ferrari       | Riport |
| 1978 | Mario Andretti   | Lotus-Ford    | Riport |
| 1977 | Gunnar Nilsson   | Lotus-Ford    | Riport |
| 1976 | Niki Lauda       | Ferrari       | Riport |
| 1975 | Niki Lauda       | Ferrari       | Riport |
| 1973 | Jackie Stewart   | Tyrrell-Ford  | Riport |